# Ташкентська ТЕС (Aksa Energy)
41°22′58″ пн. ш. 69°21′38″ сх. д. / 41.38278° пн. ш. 69.36056° сх. д.
Ташкентська ТЕС (Aksa Energy) — теплова електростанція в Узбекистані, проєкт якої реалізувала турецька компанія Aksa Energy.
У 2022 році на майданчику ТЕС ввели в дію дві компоненти:
- станцію «Ташкент А» потужністю 240 МВт у складі парогазового блоку комбінованого циклу, в якому чотири газові турбіни живлять через відповідну кількість котлів-утилізаторів дві парові турбіни. Цей блок раніше діяв на турецькій ТЕС Акса-Анталія, після чого був демонтований та переміщений до Узбекистану;
- станцію «Ташкент В» потужністю 230 МВт, яка складається із 24 генераторних установок із двигунами внутрішнього згоряння, відпрацьовані якими продукти згоряння через котли-утилізатори живлять дві парові турбіни.
Як паливо станція використовує природний газ, що може надходити до столичного регіону газопроводами БГР — Ташкент та Янгієр – Ташкент.